# Václav Havlíček
Václav Havlíček (* 28. července 1943 České Budějovice) je český elektrotechnik a bývalý rektor ČVUT (2006–2014).

## Biografie

### Studium a pedagogická činnost
Vystudoval FEL ČVUT, obor měřící a řídicí technika, následně na FEL ČVUT vyučoval. V letech 1993–1994 vyučoval dva semestry matematiku v lokální komunitní škole North Hennepin Community College USA.

### Rektor ČVUT
Václav Havlíček byl místopředsedou České konference rektorů od roku 2007 do roku 2010 jako všichni předchozí rektoři ČVUT. Do následujícího období však nebyl opakovaně zvolen, a to navzdory třem pokusům (ve volbách 2011, doplňovacích volbách v roce 2012 a ve volbách 2013). Pražské technické univerzity v předsednictvu zastupoval rektor VŠCHT.
Zvolení Václava Havlíčka do funkce rektora nebylo jednomyslné. Velká část Akademického senátu se cítila Václavem Havlíčkem podvedena. Akademický senát ČVUT proto v rozhodnutí následně vyjádřil záporné stanovisko ke třem kandidátům Václava Havlíčka na jeho zástupce (prorektory) – C. Granju – obdržel 5 hlasů, M. Pavlíka 11 hlasů a 13 hlasů z celkového počtu 45 hlasů.
Město Kladno mu 17. září 2013 udělilo Čestné občanství, za zásluhy o založení Fakulty biomedicínského inženýrství ČVUT a jejího působení v Kladně. Rovněž fakulta biomedicínského inženýrství udělila prof. Václavu Havlíčkovi medaili „za osobní přínos při zakládání FBMI“.

### Kontroverze
Jeho působení na ČVUT bylo poznamenáno korupční aférou ředitele kolejí a menz SÚZ Zdeňka Zmrzlíka, který byl přijat předchozím rektorem. Následující rektor Petr Konvalinka k těmto aférám uvedl: „Byl jsem vždy pro to, aby se vůči bývalému řediteli Zmrzlíkovi postupovalo razantně, ale mělo se postupovat ještě razantněji.“ Václav Havlíček na konci svého funkčního období podal řediteli Zmrzlíkovi výpověď a na žádost Akademického senátu podal také tři trestní oznámení. Proti neplatnosti této výpovědi se Zdeněk Zmrzlík odvolal u soudu a ten se protáhl za konec druhého funkčního období Václava Havlíčka. Podaná trestní oznámení na Zdeňka Zmrzlíka se, jak prohlásil rektor Petr Konvalinka, který nastoupil po Václavu Havlíčkovi, táhnou a vlečou, dokonce jedno se přesunulo z Prahy do Středočeského kraje a zpět do Prahy, mezitím se k němu ztratila dokumentace. Václav Havlíček v příloze Lidových novin - Česká pozice (v článku nazvaném „ČVUT hledá viníky rozkrádání kolejí a menz“) k aféře uvedl: „Dostávali jsme na jeho Zmrzlíkovu činnost anonymní stížnosti, které jsme asi podcenili“.

## Odborná praxe
- 1966–1968: asistent ČVUT FEL Katedra teoretické elektrotechniky
- 1969–dosud: odborný asistent, docent, profesor Katedra teorie obvodů
- 1969–1976: samostatný konstruktér Strojtex Praha
- 1977–1981: samostatný výzkumný pracovník VÚ polygrafický Praha
- 1984–1991: vědecký pracovník VÚSE Běchovice
- 1993–1994: výuka matematiky v NHCC Minneapolis – USA
- 1994–1996: proděkan pro rozvoj ČVUT FEL
- 1997–2003: prorektor pro rozvoj ČVUT
- 2006–2014: rektor ČVUT
- 2015–2017: výuka Elektrických strojů a pohonů Jihočeská univerzita[11]

## Speciální kurzy
- 1997 – 2 týdny seminář: Managing Universities for Today and Tomorrow, Bath University, Velká Británie
- 1999 – cyklus 4 třídenních seminářů: The European Dimension of Institutional Quality Management, QSC Open University London
- 2000 – cyklus 5 třídenních seminářů: The European Dimmension of Higher Education, Centre for higher education policy studies University of Twente, Holandsko

## Nejvýznamnější tvůrčí a publikační aktivity
Za dobu působení 52 let na ČVUT, je autorem (spoluautorem) 4 monografií, přes 60[zdroj⁠?!] původních[zdroj⁠?!] článků v časopisech a příspěvků na konferencích (převážně mezinárodních[zdroj⁠?!]). Dále 16 skript (3 tituly v angličtině), 14 autorských osvědčení a patentů. Konstrukce speciálních měřicích systémů realizovaných ve VÚSE Běchovice. Ocenění na DNT elektronického výzkumu 1988 a Zlatá medaile INVEX’90 (vždy jako jeden z řady členů kolektivu).
Vedení výzkumného kolektivu, který realizoval unikátní automatizovaný měřicí systém KF 7, využívaný ve Válcovnách plechu Frýdek-Místek ke kontrole jakosti magnet. materiálů.

## Členství ve vědeckých radách a komisích
- člen, VR FEL ČVUT (1990, 1994–2015), VR ČVUT (1997–2003, 2006–dosud), VR University Karlovy (1997–2003), VR VŠE Praha (2001–2003) a VR TUL (2006–dosud)
- člen Řídicí komise informačního systému ČVUT (1997–2006)
- člen pedagogické komise FEL ČVUT (v letech 1990–1992 a 1994–1996 předseda)
- člen 14 profesorských resp. habilitačních jmenovacích komisí (8× předseda)
- člen slovenské komise pro obhajoby DrSc. v oboru teoretická elektrotechnika
- člen Rady programu PROGRES MPO ČR
- člen poradního orgánu MŠMT ČR (automaticky v rámci rektorské konference)
- předseda mezinárodního evaluačního teamu University of Tirana (jednorázově před 15 lety)
- tajemník mezinárodního evaluačního teamu VŠB-TUO Ostrava (jednorázově v minulosti)
- člen VNR FA
- člen akademického sněmu AVČR

## Členství v tuzemských a zahraničních společnostech a organizacích
- člen Rady a výkonného výboru EAEEIE (European Association for Education of Electrical and Informatic Engineering)
- člen výkonného výboru EAIR (European Higher Education Society)(2002–2004)
- člen představenstva CESNET, z.s.p.o. (1999–2003)
- člen představenstva VV EUNIS-CZ (European University Information Systems)
- člen představenstva ČKR a místopředseda pro záležitosti ekonomické a sociální (do roku 2010, následně třikrát ze sebou nebyl znovuzvolen)

## Osobní život
Je ženatý s Marií Havlíčkovou, se kterou má dceru Terezu Táborskou a dva syny, Václava a Štěpána.